# Centrum LIM

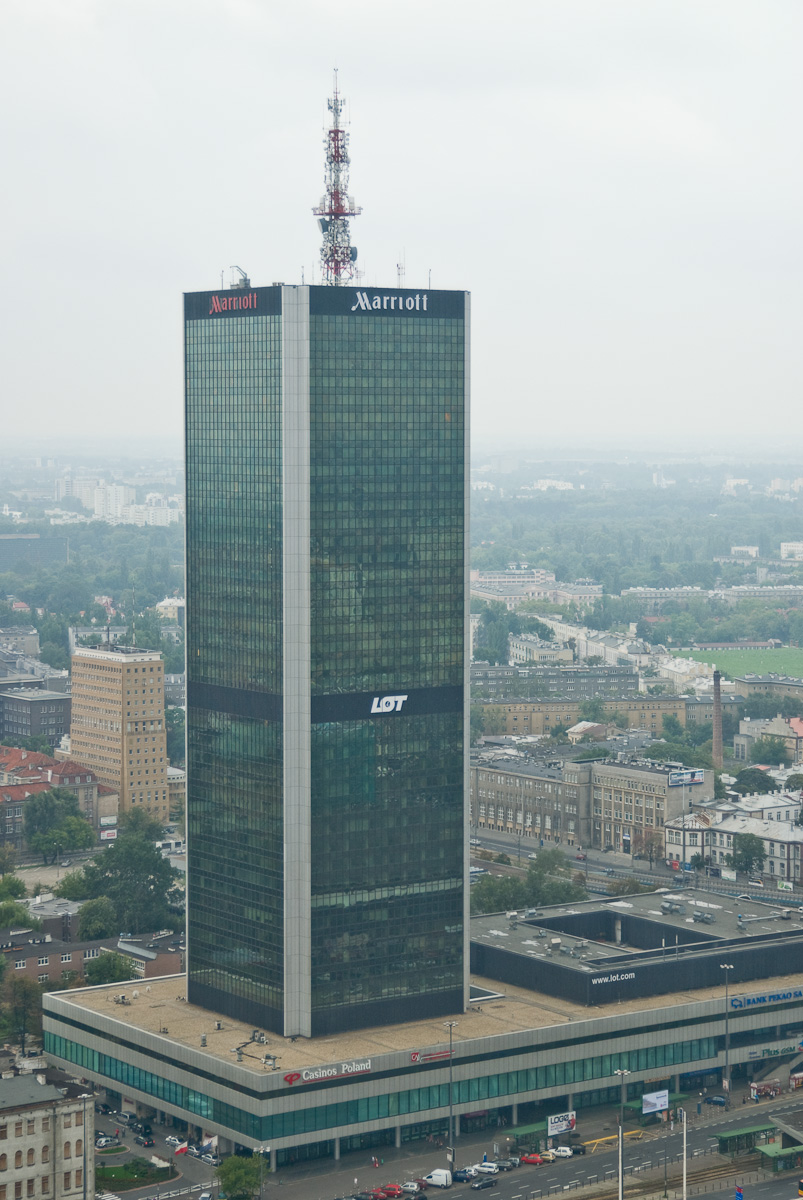
Das LIM-Center aus nordostwärtiger Richtung (vermutlich vom Kulturpalast aus aufgenommen). Im umgebenden Flachbau am Fuße des Hochhauses befinden sich das Einkaufszentrum sowie ein Casino, Restaurants und Veranstaltungsräume des Marriott-Hotels.

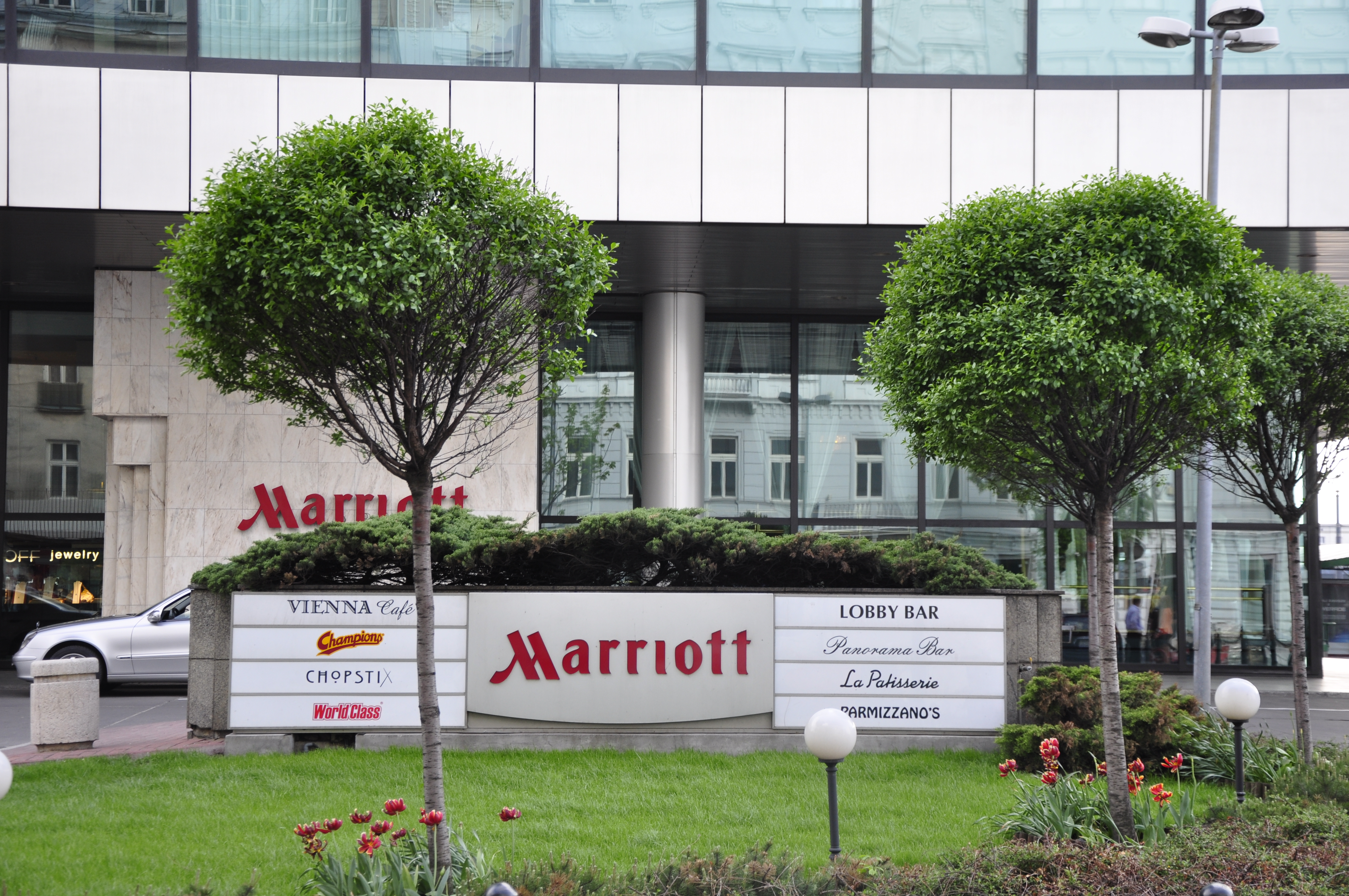
Vorfahrtsbereich zum Hotel

Das Centrum LIM (auch: LIM Centre) gehört zu den höchsten und ersten modernen Hochhäusern in Warschau. Es war und ist trotz des Baus weiterer Hochhäuser in den letzten Jahren stadtbildprägend und allgemein durch den Namen des Hauptnutzers als Hotel Marriott Warschau bekannt. Das Kürzel „LIM“ setzt sich aus den Anfangsbuchstaben der drei Gesellschafter des 1987 gegründeten Gebäudeeigentümers und Betreibers LIM Joint Venture Sp. z o.o. zusammen: der polnischen Fluggesellschaft LOT, des Baukonzerns Ilbau und der internationalen Hotelkette Marriott International. Das Gebäude beherbergt in seiner oberen Hälfte das 5-Sterne-Hotel. In den Etagen darunter befinden sich Büros sowie die Hotellobby und -rezeption.

## Lage
Das Gebäude befindet sich an der verkehrsreichen Kreuzung der wichtigen Durchfahrttrassen ulica Tytusa Chałubińskiego bzw. Aleja Jana Pawła II (Nord-Süd-Richtung) und Aleje Jerozolimskie (Ost-West-Richtung) im Finanzviertel des Warschauer Innenstadtbezirkes und hat die offizielle Adresse Aleje Jerozolimskie 65/79. Fast direkt an der Kreuzung befindet sich der Eingang zu einem Einkaufszentrum („Galeria LIM“) sowie zu den Büroetagen des Gebäudes. Marriott-Hotelgäste erreichen den Empfang des Hotels sowie die Tiefgarage über eine Vorfahrt in der ulica Emilii Plater östlich des Gebäudes. Im Süden verläuft die hier als Einbahnstraße geführte ulica Nowogrodzka. Ebenfalls in südlicher Richtung – etwa 100 Meter entfernt – befindet sich ein zweites Hochhaus, der noch ältere Oxford Tower (vormals „Intraco II“ genannt). Im Norden – auf der anderen Straßenseite der Aleje Jerozolimskie – liegt der Warschauer Zentralbahnhof, der durch zwei Unterführungen mit dem Einkaufszentrum des LIM Centers verbunden ist.

## Gebäude
Das Hochhaus wurde von den Architekten Jerzy Skrzypczak, Andrzej Bielobradek und Krzysztof Stefański entworfen und von der Ilbau AG ausgeführt. Der Bau wurde 1980 begonnen und das Gebäude 1989 eröffnet. Es verfügt über 42 Etagen, wobei eine Etage in der Mitte sowie die oberste Etage (beide schwarz verkleidet) ausschließlich technische Betriebsanlagen beinhalten. Der Turm ist dunkelgrün verglast und wird nachts angestrahlt. Seine Höhe beträgt 140 Meter, mit der Antenne erreicht er 170 Meter. Er ragt aus einem dreistöckigen, ihn umgebenden Flachbau hervor, in dessen Erdgeschoss sich ein Einkaufs- und Dienstleistungszentrum befindet. Die LOT unterhält hier ihren größten Kundenservicecenter außerhalb des Warschauer Flughafens. Außerdem befindet sich hier ein Restaurant der internationalen Kette Champions. Im ersten und zweiten Stock des Flachbaus sind vor allem Restaurants und Veranstaltungsräume des Hotels sowie ein Casino (Casinos Poland) untergebracht. In den zwei unterirdischen Stockwerken befinden sich neben technischen Anlagen eine Tiefgarage, ein Fitnessclub sowie ein Teil des Einkaufszentrums. Die Gesamtfläche des Gebäudes beträgt 86.000 m². Im Jahr 1998 verkaufte die Ilbau AG ihren Anteil der Gesellschaft an die deutsche SGS GmbH.
Mieter der Büroetagen sind unter anderem Bertelsmann Media, Crowley Data, GTS Energis, International Paper, Merrill Lynch, NFI Magna Polonia, Prokom Investments und das internationale Service-Center der Schweizer Mode Firma TALLY WEiJL.
Von 1994 bis 1996 war in einem Kellergeschoss das Maloka BBS untergebracht.
Am 14. Juni 1998 bestieg der französische Freikletterer Alain Robert innerhalb von 17 Minuten das Gebäude über die Fassade. Er wurde auf dem Dach vom hauseigenen Sicherheitspersonal in Gewahrsam genommen. Die Hauseigentümergesellschaft strebte gegen ihn eine Anklage an, die später allerdings fallengelassen wurde. Den Aufstieg wiederholte im Folgejahr der polnische Kletterer David Kaszlikowski. Am 22. April 2009 folgte ihnen Bartholomäus Opiela.

## Hotel Marriott
Die Untergeschosse und das Erdgeschoss des Hochhauses werden teilweise, die zwei oberen Stockwerke des Flachbaus größtenteils vom Hotel Marriott genutzt. Hier befinden sich Rezeption, Lobby, Hotelbar, Hotelcafé sowie mehrere Restaurants, die teilweise auch koscheres Essen zubereiten. Hier kann ebenfalls die zur Verfügung stehende Konferenz- oder Veranstaltungsfläche in bis zu 19 Räume unterteilt werden. Die Hotelgäste können den im Kellergeschoss untergebrachten Fitnessclubs (inkl. Schwimmbad und Sauna) eines Fremdbetreibers (World Class) nutzen.
Die Gästezimmer befinden sich auf 20 Stockwerken in der oberen Hälfte des Gebäudes. Unter den 518 Zimmern befinden sich 96 Suiten. Die Präsidentensuite ist im obersten Stockwerk des Hotels eingerichtet. Alle Zimmer verfügen über Klimaanlage und Satellitenantennenanschluss. Die Hotelgäste erreichen ihre Zimmer von der im Erdgeschoss liegenden Hotellobby mit eigenen Fahrstühlen und nehmen so den dazwischen liegenden Bürokomplex nicht wahr.
In den obersten beiden Etagen des Gebäudes befindet sich die „Panorama Sky Bar“, die zu den höchsten öffentlich zugänglichen Aussichtspunkten Warschaus gehört.